# Phaedinus schaufussi
Phaedinus schaufussi là một loài bọ cánh cứng trong họ Cerambycidae.